# Liên Minh, Ninh Bình
	Liên Minh		là một xã thuộc tỉnh Ninh Bình, Việt Nam.

## Địa lý
Trụ sở xã nằm cách phường Hoa Lư - trung tâm tỉnh lỵ Ninh Bình 19 km về phía Đông Bắc, có vị trí địa lý:
- Phía bắc giáp phường Trường Thi.
- Phía đông giáp xã Nam Ninh và xã Nam Trực.
- Phía tây giáp xã Vạn Thắng và xã Vụ Bản.
- Phía nam giáp xã Đồng Thịnh, xã Nam Đồng và xã Yên Cường.

Xã Liên Minh	có diện tích:	31,05	km², 	dân số:	29.825	người, mật độ dân số: 	961	người/km². Đây là đơn vị có diện tích xếp thứ:	37	, số dân xếp thứ: 	72	và mật độ dân số xếp thứ: 	101	trong số 129 xã, phường ở Ninh Bình.
Phường này nằm trên Quốc lộ 10, 37B, và cũng là nơi có sông Đào chảy qua.

## Lịch sử
Theo Nghị quyết số 1674/NQ-UBTVQH15 ngày 16/6/2025 về sắp xếp các đơn vị hành chính cấp xã của tỉnh Ninh Bình năm 2025, Theo đó, sắp xếp toàn bộ diện tích tự nhiên, quy mô dân số của các xã Vĩnh Hào, Đại Thắng và Liên Minh thành xã mới có tên gọi là xã Liên Minh.